# Ambrolauri
Ambrolauri (georgiska: ამბროლაური) är en stad i västra Georgien och fungerar som administrativt centrum för regionen (mcharen) Ratja-Letjchumi och Nedre Svanetien. Staden är också centrum för Ambrolauridistriktet, och hade 2 047 invånare år 2014. Den fick sin stadsstatus år 1966. Ambrolauri drabbades allvarligt av jordbävningen i Ratja 1991.